# Evanna Lynch
Evanna Patricia Lynch (Termonfeckin, 16 de agosto de 1991) é uma atriz e modelo irlandesa, conhecida por interpretar Luna Lovegood em quatro filmes da saga Harry Potter. Evanna foi escalada para o papel de Luna aos 14 anos, tendo anteriormente atuado apenas em peças de escolas. De 2007 a 2011, ela esteve em quatro filmes da saga: Harry Potter and the Order of the Phoenix, Harry Potter and the Half-Blood Prince, Harry Potter and the Deathly Hallows – Part 1 e Harry Potter and the Deathly Hallows – Part 2. Seu trabalho ao longo dos filmes lhe rendeu duas indicações a prêmios. Evanna já apareceu em photoshoots para várias revistas e desfilou para Katrin Thomas e Ciaran Sweeney.

## Biografia
Evanna nasceu na cidade de Termonfeckin, Irlanda, e é filha de Donal e Marguerite Lynch. Nascida numa família de sete pessoas, Lynch tem três irmãs, Emily, Mairead e Bonnie (a caçula), e um irmão, Patrick. Quando criança, Evanna Lynch começou a ler Harry Potter e se tornou uma grande fã da série, chegando a escrever cartas à autora J. K. Rowling, pedindo para participar do elenco de algum filme de Harry Potter, mas não esperava ser escolhida porque a cidade onde mora, Termonfeckin, era um lugar muito pacato. A autora respondeu à mão (sem nem ao menos saber quem era Evanna e tampouco que futuramente ela seria a intérprete de Luna): "Não seja tão dura com Termonfeckin, ela tem um nome adorável.". 
Em 2003, Lynch estava no hospital, mas convenceu os médicos a deixarem-na ir ao lançamento do quinto livro da série Harry Potter. Quando chegou à livraria, Evanna conseguiu um exemplar autografado e o leu por várias vezes. Em uma entrevista de 2009 com Ryan Tubridy, Lynch afirmou que ainda "era muita mais uma fã de Harry Potter do que uma atriz". Ela nunca tinha atuado profissionalmente antes dos filmes, sendo seu trabalho como atriz resumido a peças escolares. Dos onze anos e pelos dois anos seguintes, Lynch sofreu de anorexia e chegou a escrever cartas a J. K. Rowling pedindo ajuda. Durante este tempo, Evanna disse que a autora foi "como uma conselheira".
Até 2004, Evanna Lynch estudou na Cartown National School, uma escola primária pública de Termonfeckin e depois se mudou para Our Lady's College, uma escola católica para garotas localizada em Drogheda, onde seu pai era o vice-diretor. Em 2008, Lynch estudou ficção especulativa e drama no Centre for the Talented Youth of Ireland, uma escola de verão para alunos superdotados, em Glasnevin, Dublin. Durante as filmagens de Harry Potter, Lynch recebia educação de tutores por pelo menos três horas por dia. A partir de setembro de 2010, Evanna começou a estudar no Institute of Education para conseguir seu Leaving Certificate, que, na Irlanda, é necessário para entrar na faculdade ou universidade.

## Vida profissional

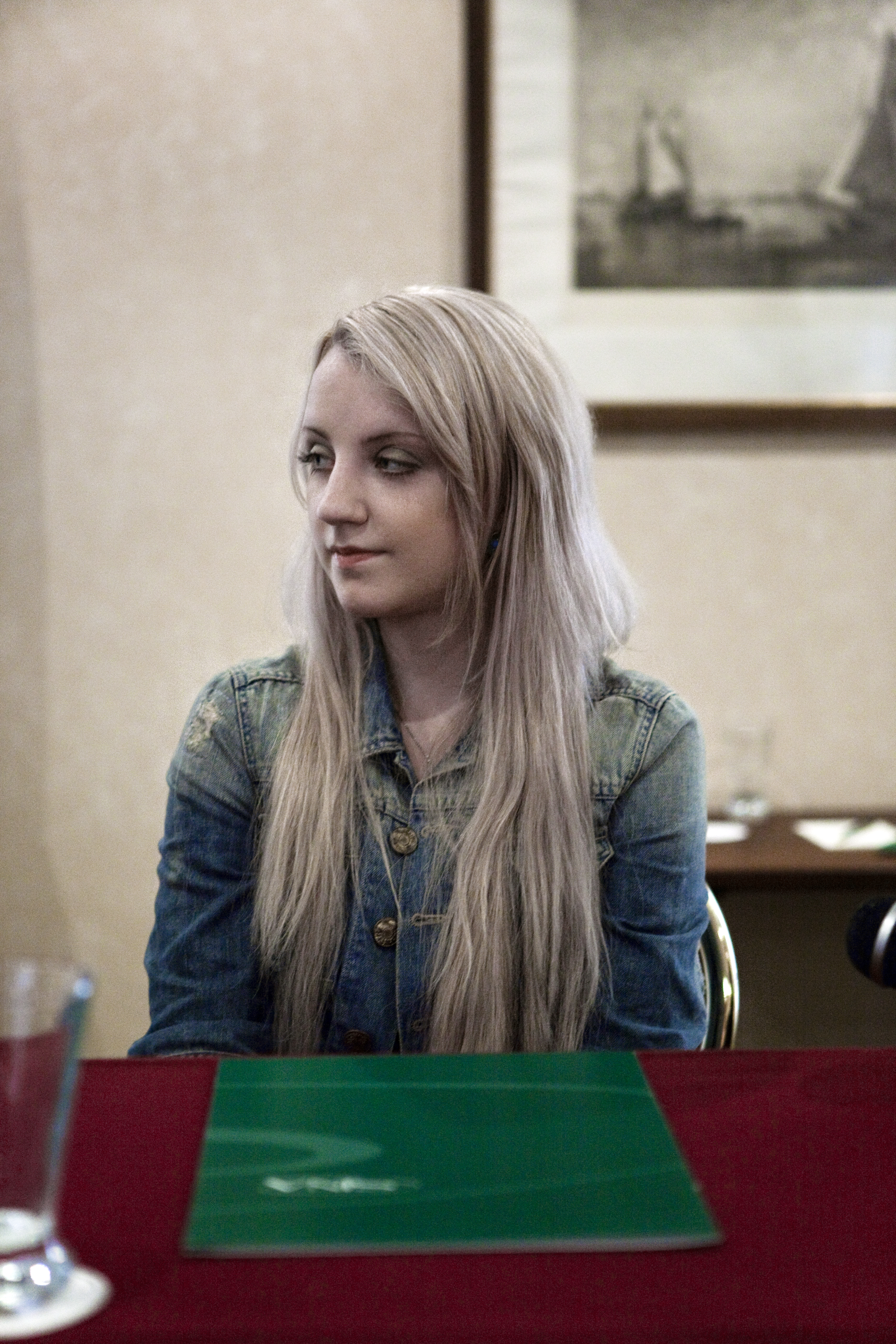
Evanna Lynch em 2009.

Em 2006, agentes descobriram Lynch em uma seleção de elenco para o papel de Luna Lovegood, personagem que aparece no quinto livro da série, Harry Potter and the Order of the Phoenix, e na respectiva adaptação cinematográfica. Depois de disputar o papel com 15 mil garotas e encarar um teste em tela com o ator Daniel Radcliffe, Evanna Lynch foi escalada, aos 14 anos, para interpretar Luna. Os produtores dos filmes ficaram impressionados com a afinidade da garota com a sua personagem. David Heyman disse: "As outras podiam interpretar Luna. Evanna Lynch é Luna". J.K. Rowling conheceu Evanna numa visita aos estúdios Leavesden, e ficou surpresa ao saber que a escolhida pelos produtores era a tal garota da cidade de nome adorável a quem ela havia escrito. Depois de uma longa conversa, a autora só disse uma coisa sobre Evanna interpretar Luna: "perfeita".
Em 2007, Evanna estreou nas telonas como Luna Lovegood em Harry Potter and the Order of the Phoenix. O filme foi um sucesso de bilheteria, arrecadando US$ 938 milhões ao redor do mundo, e recebeu críticas favoráveis. Críticos elogiaram as performances do elenco de apoio, destacando particularmente o trabalho de Lynch. A. O. Scott do The New York Times classificou sua performance como "encantadora", e Jane Watkins do Country Life disse que ela "[trouxe] uma doçura apelativa ao personagem dela que não é tão desenvolvida no livro".
Dois anos depois, Lynch voltou a interpretar Luna em Harry Potter and the Half-Blood Prince, o sexto filme da série Potter. O filme foi aclamado pela crítica e financeiramente bem sucedido. Wesley Morris do The Boston Globe escreveu que Lynch como Luna "combate a lentidão do filme com uma hilariante lentidão própria", e Michael Dwyer do The Irish Times a classificou como a melhor atriz irlandesa de 2009 por seu trabalho no filme. A atuação de Lynch no filme lhe rendeu indicações ao Scream Award e ao Young Artist Award.
A sétima e última parte da série de filmes de Harry Potter, Harry Potter and the Deathly Hallows, foi dividida em duas partes. A primeira parte estreou em 2010 e a segunda parte estreou dia 15 de Julho de 2011. Harry Potter and the Deathly Hallows – Part 1 foi um sucesso financeiro e aclamado pela crítica. Em suas respectivas revisões da parte um, James Verniere do Boston Herald comentou que Luna "ainda é deliciosamente lunar", enquanto Moira Macdonald do The Seattle Times, disse que "Luna, como sempre, rouba o filme com uma linha".
Em junho de 2012, a atriz anunciou, através de sua conta do Twitter, que está trabalhando em um curta-metragem com Devin Lytle, Cory Braun, Charlie Barnett e Yuriy Sardarov.

## Vida pessoal
Em suas horas vagas, Lynch desenhou e ajudou a fazer acessórios para os filmes de Harry Potter e fotografa para Katrin Thomas e Ciaran Sweeney. Ela também gravou a versão em audio-livro do livro Foster, de Claire Keegan. Evanna tem uma tatuagem dos olhos de Michael Jackson na nuca.
Ela também participa de várias obras de caridade. Entre as instituições em que toma parte está a Multiple Sclerosis Society of Ireland, a Harry Potter Alliance (HPA) - organização sem fins lucrativos. Lynch apóia o casamento gay no Maine, participou de um webcast para levantar fundos para a ajuda humanitária às vítimas do terremoto no Haiti, em 2010. e escreveu um artigo sobre imagem corporal.
Em novembro de 2017, Lynch iniciou um podcast chamado The Chickpeeps no qual fala sobre diversos aspectos do veganismo. Lynch é ovolactovegetariana desde os doze anos de idade e tornou-se vegana em 2013, após mudar-se para Los Angeles.

## Carreira
| Ano  | Filme                                         | Personagem          | Notas          |
| ---- | --------------------------------------------- | ------------------- | -------------- |
| 2007 | Harry Potter and the Order of the Phoenix     | Luna Lovegood       |                |
| 2009 | Harry Potter and the Half-Blood Prince        | Luna Lovegood       |                |
| 2010 | Harry Potter and the Deathly Hallows – Part 1 | Luna Lovegood       |                |
| 2011 | Harry Potter and the Deathly Hallows – Part 2 | Luna Lovegood       |                |
| 2012 | Apex                                          | Regan               | Curta-metragem |
| 2013 | Monster Butler                                | Fiona Carrick-Smith | Longa-metragem |
| 2013 | G.B.F.                                        | McKenzie Price      |                |
| 2014 | It Don't Come Easy                            | Ella                | Curta-metragem |

| Ano  | Seriado | Personagem | Notas                 |
| ---- | ------- | ---------- | --------------------- |
| 2012 | Sinbad  | Alehna     | Participação especial |

| Ano  | Peça                      | Personagem    | Notas   |
| ---- | ------------------------- | ------------- | ------- |
| 2012 | A Very Potter Senior Year | Luna Lovegood | Musical |
| 2013 | Houdini                   | Bess Houdini  |         |

| Ano  | Jogo                                          | Personagem    |
| ---- | --------------------------------------------- | ------------- |
| 2007 | Harry Potter and the Order of the Phoenix     | Luna Lovegood |
| 2009 | Harry Potter and the Half-Blood Prince        | Luna Lovegood |
| 2010 | Harry Potter and the Deathly Hallows – Part 1 | Luna Lovegood |
| 2011 | Harry Potter and the Deathly Hallows – Part 2 | Luna Lovegood |

### Prêmios e indicações
| Ano  | Trabalho                               | Categoria                                     | Resultado |
| ---- | -------------------------------------- | --------------------------------------------- | --------- |
| 2009 | Harry Potter and the Half-Blood Prince | Young Artist Award - Melhor Atriz Coadjuvante | Indicado  |
| 2009 | Harry Potter and the Half-Blood Prince | Scream Awards - Melhor Atriz Coadjuvante      | Indicado  |